# Cody Simpson
Cody Robert Simpson (Gold Coast, 11 gennaio 1997) è un cantante australiano.
Ha interpretato il ruolo principale di Dmitry nel musical Anastasia di Broadway da novembre 2018 ad aprile 2019. Lo stesso anno ha vinto la prima stagione di The Masked Singer.

## Biografia
Ha un fratello minore, Tom, nato nel 2004, e una sorella minore, Alli, nata nel 1998. È un nuotatore, infatti si è formato presso la Miami Swimming Club, dove la madre lavora come volontaria, e sotto la guida di Ken Nixon.

## Carriera

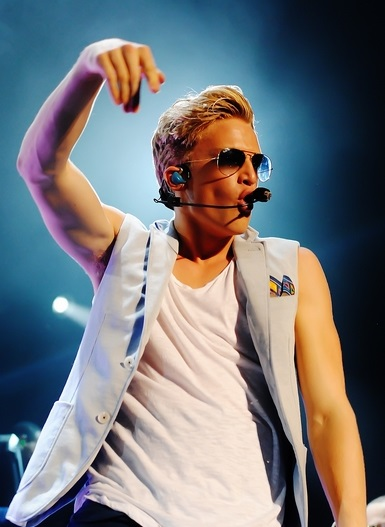
Cody Simpson nel 2014

### Carriera musicale
Simpson ha iniziato a registrare video su YouTube nel 2009, cantando canzoni come I'm Yours di Jason Mraz, alcune cover di Justin Timberlake (come: Cry Me a River e Señorita) e I Want You Back dei Jackson 5. Oltre alle sue canzoni One e Perfect. Fu scelto da Shawn Campbell
Nel dicembre 2009 Simpson appare insieme ai genitori nel programma The 7.30 Report, poi pubblica il suo primo singolo iYiYi, insieme a Flo Rida, il 15 maggio 2010, ed il video il 30 giugno dello stesso anno. e nello stesso mese firma un contratto con l'etichetta Atlantic, oltre a partecipare al programma televisivo australiano Sunrise., ed al Camplified 2010 Tour, tour nei Stati Uniti insieme ad altri artisti; iniziato il 5 luglio 2010 è finito il 14 agosto 2010, è stato il primo suo tour; dove ha cantato Love So Strong.
Il 4 dicembre 2010 pubblica 4 U, il suo primo EP, che include 5 tracce. L'EP, acquistabile in Italia con iTunes, ha riscosso un buon successo entrando nella classifica US Heat
Nel 2011 il cantante, oltre a preparare il suo nuovo album, canterà nel film Hop la colonna sonora dal titolo I Want Candy, originariamente dei The Strangeloves. Dal 9 aprile insieme a Greyson Chance saranno in un tour, per tutto gli Stati Uniti. Inoltre sarà presente al Wango Tango 2011, insieme ad artisti come: Kesha, Jennifer Lopez, Nick Jonas, Selena Gomez ed altri.. Ha partecipato inoltre alla première del film Milo su marte, che uscirà nel 2011. Ha preso parte ai Kids' Choice Awards del 2011.
Il 23 aprile 2011 è uscito il suo quinto singolo dal titolo On My Mind e il 2 ottobre 2012 è uscito l'album Paradise, contenente tracce come Wish U Were Here e Paradise.
Il 4 marzo 2014, Simpson è stato annunciato come una delle celebrità a partecipare alla diciottesima stagione di Dancing with the Stars durante Good Morning America della ABC. Ha collaborato con la ballerina professionista Witney Carson. Fu eliminato alla settimana 5 della competizione e terminò al 9º posto.
Il 18 marzo 2014 pubblica il suo nuovo singolo, "Surfboard", il cui video ufficiale viene pubblicato il 14 aprile seguente.
Dal 30 giugno 2014 al 14 luglio 2014 Simpson ha fatto un tour acustico in Europa con il cantante Jackson Harris.
Il 3 marzo del 2015 viene ufficialmente pubblicato su iTunes il suo nuovo singolo New Problems accompagnato dall'uscita del video musicale ufficiale sul suo nuovo canale VEVO.
Nel 2013 collabora per la realizzazione della canzone La Da Dee, tema principale del film d'animazione Piovono Polpette 2 - La rivincita degli avanzi.
L'album di Simpson Free doveva essere pubblicato il 23 giugno 2015 ma la pubblicazione è stata rimandata al 10 luglio. Simpson ha eseguito il primo singolo "Flower" a Good Morning America il 6 febbraio 2015. È il suo primo album come artista indipendente da quando ha lasciato la Atlantic Records per creare la sua etichetta, Coast House. L'album è stato prodotto da Cisco Adler e include collaborazioni con G. Love e Donavon Frankenreiter. Cody ha eseguito il suo singolo "New Problems" a NBC il 13 luglio 2015. Il 1º novembre 2015 è stato riferito che Cody si è preso una pausa dalla sua carriera solista a lungo termine per fondare una nuova band con Adrian Cota e Khari Mateen.
Nel 2017, Simpson ha formato un nuovo gruppo chiamato Cody Simpson and the Tide, debuttando con il singolo "Waiting for the Tide". Il gruppo è composto da Cody Simpson per voce e chitarra, Adrian Cota per la batteria e Shareef "Reef" Addo per il basso. Il loro EP di debutto intitolato Wave One è stato pubblicato nell'autunno del 2017. La musica è una miscela di generi pop, rock, blues e surf-rock. Nel loro EP a quattro tracce, Simpson canta di amore, unità, ambientalismo e conservazione degli oceani. Nell'agosto 2018, la band ha pubblicato la canzone del video musicale "Underwater". Ad ottobre, Cody and the Tide hanno fatto un breve tour nel sud della California per presentare il loro EP.  All'inizio del 2019, dopo quasi tre anni di attività, la band si è sciolta.

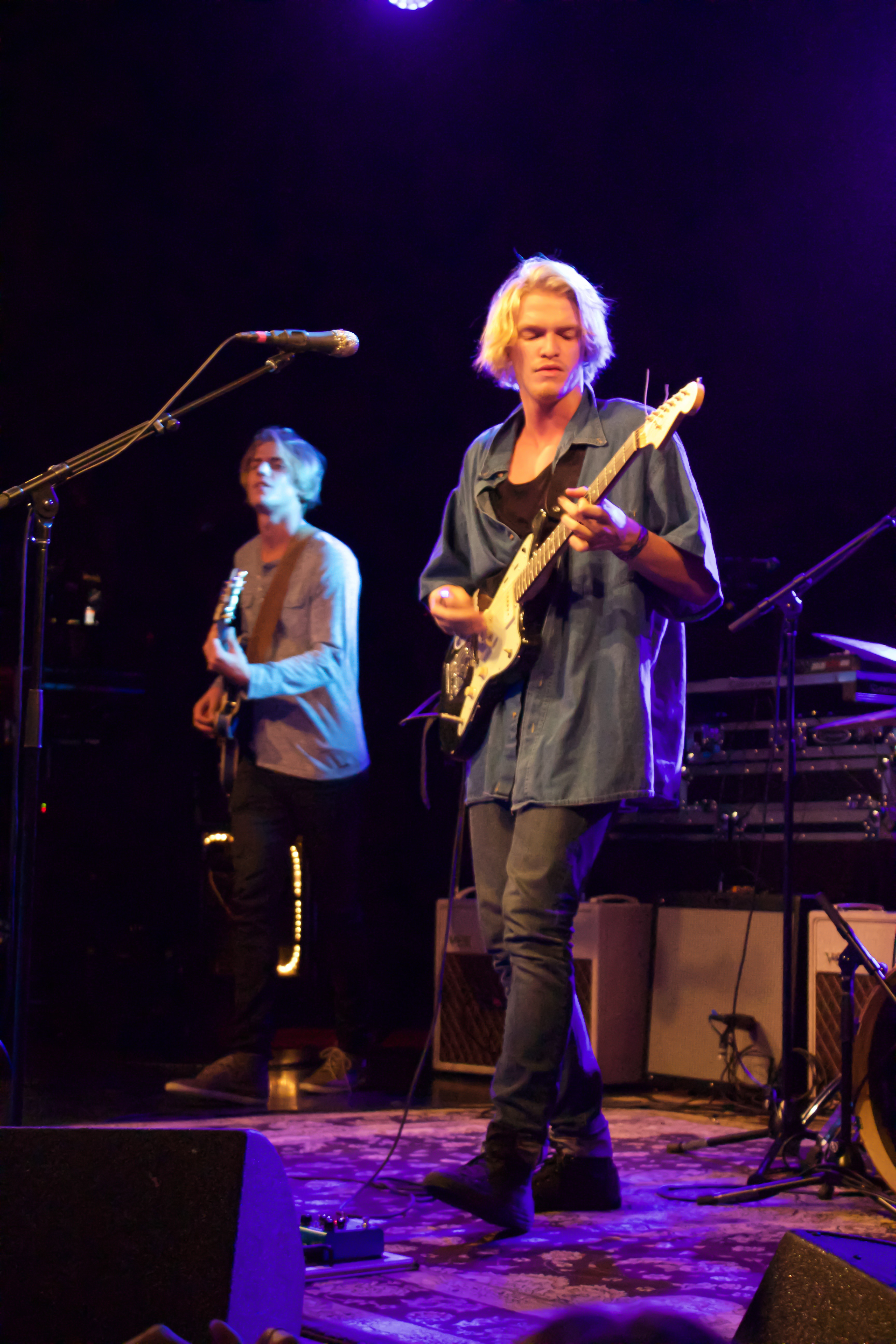
Cody Simpson nel 2020

Dopo essersi separato dalla sua band e essersi nuovamente concentrato sulla sua carriera da solista, Simpson ha pubblicato il brano "Golden Thing" che ha scritto per Miley Cyrus il 18 ottobre 2019, che ha attraversato oltre 1 milione di visualizzazioni su Spotify. Nello stesso anno, ha partecipato a The Masked Singer Australia, come "Robot", vincendo lo spettacolo. Ha successivamente di pubblicare il suo prossimo album solista che comprenderà canzoni pop e rock nel 2020: tale pubblicazione non è tuttavia avvenuta. Il 4 dicembre 2020 ha pubblicato il singolo High Forever.

### Carriera da attore
Nel 2014, ha fatto il suo debutto televisivo con un cameo nella sitcom Instant Mom. Nel 2015 Simpson ha recitato nella sitcom televisiva americana Cougar Town, interpretando Pete, uno studente delle scuole superiori. Nello stesso anno ha avuto un ruolo nel film di Nickelodeon One Crazy Cruise, dove ha interpretato se stesso. Alla fine del 2017, Simpson è stato scelto per il ruolo da protagonista nel film thriller di Bret Easton Ellis, The Smiley Face Killers assieme all'attore Crispin Glover. Nell'ottobre 2018 ha debuttato a teatro nel musical Anastasia di Broadway come protagonista maschile, al fianco di John Bolton e Christy Altomare.

### Carriera da nuotatore
Nel 2019 ha rivelato di essere un membro del team Trojan Swim Elite della University of Southern California (USC).
A maggio 2022 arriva terzo ai Trials Australiani nel 100 delfino e viene convocato per i Commonwealth Games a Birmingham dal 28 luglio all'8 agosto dello stesso anno.

### Altri impegni
Nel 2012 è stato ambasciatore del marchio di Build-A-Bear Workshop. Un anno dopo, divenne ambasciatore del marchio per Teen Cancer America. Nel giugno 2017, è stato nominato il primo sostenitore del Programma di sviluppo delle Nazioni Unite per gli oceani. Nel mese di agosto, è stato nominato uno degli ambasciatori del marchio Bonds per la campagna Home Grown. Nel febbraio 2020, era apparso nella nuova campagna australiana "WeGotsYou" di Bonds.

## Vita privata
Cody Simpson ha avuto una relazione con Gigi Hadid dal 2013 al 2015. Nell'ottobre 2019, ha annunciato la sua relazione con Miley Cyrus. I due si lasciano dopo 10 mesi di relazione.
Dal 2022 è accreditata una sua relazione con la nuotatrice Emma Mckeon.

## Filmografia

### Cinema
- Smiley Face Killers, regia di Tim Hunter (2020)

### Televisione
- So Random! – serie TV, episodio 1x01 (2011)
- Le pazze avventure di Bucket e Skinner (Bucket & Skinner's Epic Adventures) – serie TV, episodi 1x17-1x18 (2012)
- Mamma in un istante (Instant Mom) – serie TV, episodio 1x14 (2014)
- Una pazza crociera (One Crazy Cruise), regia di Michael Grossman – film TV (2015)
- Cougar Town – serie TV, episodio 6x07 (2015)

## Discografia

### Album
- 2012 - Paradise
- 2014 - Surfers Paradise
- 2015 - Free

### EP
- 2010 - 4 U[12]
- 2011 - Coast to Coast
- 2012 - Preview to Paradise
- 2013 - The Acoustic Session

### Singoli
| Anno | Singolo                                            |
| ---- | -------------------------------------------------- |
| 2010 | One                                                |
| 2010 | iYiYi (feat. Flo Rida)                             |
| 2010 | Summertime                                         |
| 2010 | Second Chance At Love                              |
| 2010 | Round of Applause                                  |
| 2011 | Don't Cry Your Heart Out                           |
| 2011 | On My Mind                                         |
| 2011 | All Day                                            |
| 2011 | Not Just You                                       |
| 2011 | Perfect                                            |
| 2011 | Angel                                              |
| 2012 | So Listen (feat. T-Pain)                           |
| 2012 | Make It Hot (feat. Jessica Jarrell)                |
| 2012 | Got me good                                        |
| 2012 | Wish U Were Here (feat. Becky G)                   |
| 2012 | They Don't Know About Us (feat. Victoria Duffield) |

2014                           "Surfboard"
2015                           "New Problems"

### Video musicali
- 2010 - iYiYi ft. Flo Rida
- 2010 - Summertime
- 2011 - All Day ft. Jessica Jarrell
- 2011 - On My Mind
- 2011 - Not just You
- 2011 - Evenings in London
- 2011 - Angel
- 2011 - What you Want
- 2012 - I Feel so Close to You
- 2012 - Got Me Good
- 2012 - Wish You Were Here ft. Becky G
- 2013 - Awake All Night
- 2013 - Pretty Brown Eyes
- 2013 - Summertime of Our Lives
- 2013 - La Da Dee
- 2014 - Love ft. Ziggy Marley
- 2014 - Surfboard
- 2015 - Flower
- 2015 - New Problems

## Tour

### Come artista principale
- Welcome to Paradise Tour - 2012
- Paradise Tour - 2013-2014
- The Acoustic Session Tour - 2014
- Cody Simpson European Tour - 2015

### Con altri artisti
- Waiting 4U Tour (con Greyson Chance) - 2011

### Tour promozionali
- Coast to Coast Mall Tour - 2011

### Come artista spalla
- Big Time Summer Tour (per i Big Time Rush) - 2012
- Believe Tour (per Justin Bieber) - 2013

## Premi e riconoscimenti
| Anno | Award                                          | Categoria                                      | Risultato       |
| ---- | ---------------------------------------------- | ---------------------------------------------- | --------------- |
| 2010 | Nickelodeon Australian Kids Choice Awards 2010 | Fresh Aussie Musos                             | Vincitore/trice |
| 2010 | Breakthrough Of The Year Awards 2010           | Breakthrough Internet Sensation                | Vincitore/trice |
| 2010 | J-14 Teen Icon Awards 2010                     | Icona dei fan favorita (Iconic Fan Favorite)   | Candidato/a     |
| 2010 | J-14 Teen Icon Awards 2010                     | Icona del domani (Icon of Tomorrow)            | Candidato/a     |
| 2010 | Capricho Awards 2010                           | Cantanti internazionali (International singer) | Candidato/a     |
| 2010 | Hollywood Teen TV Awards                       | "Teen Pick Music: Male Artist"                 | Candidato/a     |
| 2011 | Nickelodeon Australian Kids Choice Awards 2011 | Super Fresh Award                              | Vincitore/trice |
| 2011 | Nickelodeon Australian Kids Choice Awards 2011 | Aussie Musos                                   | Vincitore/trice |
| 2011 | Nickelodeon Australian Kids Choice Awards 2011 | Awesome Aussie                                 | Vincitore/trice |
| 2012 | 2012 Kids' Choice Awards                       | Favorite Aussie Superstar                      | Vincitore/trice |
| 2013 | Nickelodeon Kids' Choice Awards                | Aussie's Favorite Homegrown Act                | Vincitore/trice |
| 2013 | Radio Disney Music Awards                      | Best Male Artist                               | Candidato/a     |
| 2013 | Radio Disney Music Awards                      | Best Crush Song                                | Candidato/a     |
| 2013 | Radio Disney Music Awards                      | Fiercest Fans                                  | Candidato/a     |
| 2013 | Young Hollywood Awards                         | Role Model Award                               | Vincitore/trice |
| 2013 | MTV Europe Music Awards                        | Best Australia Act                             | Vincitore/trice |
| 2013 | MTV Europe Music Awards                        | Best Worldwide Act                             | Candidato/a     |
| 2013 | MTV Europe Music Awards                        | Artist On The Rise                             | Candidato/a     |
| 2014 | Nickelodeon Kids' Choice Awards                | Favorite Aussie Homegrown Act                  | Vincitore/trice |
| 2014 | Radio Disney Music Awards                      | Best Male Artist                               | Candidato/a     |
| 2014 | Radio Disney Music Awards                      | Song That Makes You Smile                      | Candidato/a     |
| 2014 | World Music Awards                             | World's Best Male Artist                       | Candidato/a     |
| 2014 | Teen Choice Awards                             | Choice Music Breakout Artist                   | Candidato/a     |
| 2014 | Oz Artist of the Year                          | Himself                                        | In attesa       |